# Thanh thất lá nguyên
Thanh thất lá nguyên (danh pháp khoa học: Ailanthus integrifolia; tiếng Anh thường gọi là White Siris) là một loài thực vật thuộc họ Simaroubaceae. Loài này có ở Ấn Độ, Indonesia, Malaysia, Papua New Guinea, quần đảo Solomon, và Việt Nam.